# Gillian O'Sullivan
Gillian O'Sullivan (née le 21 août 1976 à Killarney) est une athlète irlandaise spécialiste des épreuves de marche athlétique.

## Carrière

### Palmarès
| Date | Compétition              | Lieu             | Épreuves             | Résultat |
| ---- | ------------------------ | ---------------- | -------------------- | -------- |
| 1998 | Championnats d'Europe    | Budapest         | 10 kilomètres marche | 23e      |
| 1999 | Coupe du monde de marche | Mézidon-Canon    | 20 kilomètres marche | 72e      |
| 1999 | Championnats du monde    | Séville          | 20 kilomètres marche | 32e      |
| 2000 | Coupe d'Europe de marche | Eisenhüttenstadt | 20 kilomètres marche | 14e      |
| 2000 | Jeux olympiques          | Sydney           | 20 kilomètres marche | 10e      |
| 2001 | Coupe d'Europe de marche | Dudince          | 20 kilomètres marche | 9e       |
| 2001 | Championnats du monde    | Edmonton         | 20 kilomètres marche | —        |
| 2002 | Championnats d'Europe    | Munich           | 20 kilomètres marche | 4e       |
| 2003 | Championnats du monde    | Paris            | 20 kilomètres marche | 2e       |
| 2004 | Coupe du monde de marche | Naumburg         | 20 kilomètres marche |          |